# 吉洪拉沃夫撞擊坑
吉洪拉沃夫撞擊坑（英語：Tikhonravov Crater）是位在火星阿拉伯區的一個受到侵蝕的大型撞擊坑，直徑約386公里，以俄羅斯火箭科學家米哈伊爾·吉洪拉沃夫命名。
吉洪拉沃夫撞擊坑被認為內部曾有一個大湖泊，且湖水注入4500公里長的洛東-斯卡曼德洛斯-馬梅爾湖鍊系統。流入和流出的河道已被確認。

## 底座型撞擊坑
吉洪拉沃夫撞擊坑內的一些撞擊坑已確定是底座形撞擊坑。該型撞擊坑和其噴發物的高程比周圍區域高。當撞擊噴發物形成抗侵蝕地層時，會使該區域比周圍區域更慢被侵蝕。結果就是撞擊坑和其噴發物沉積層較周圍區域高。

## 圖集

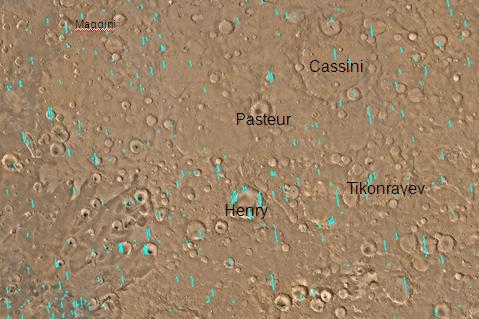
阿拉伯區地圖，其中標示了主要的撞擊坑
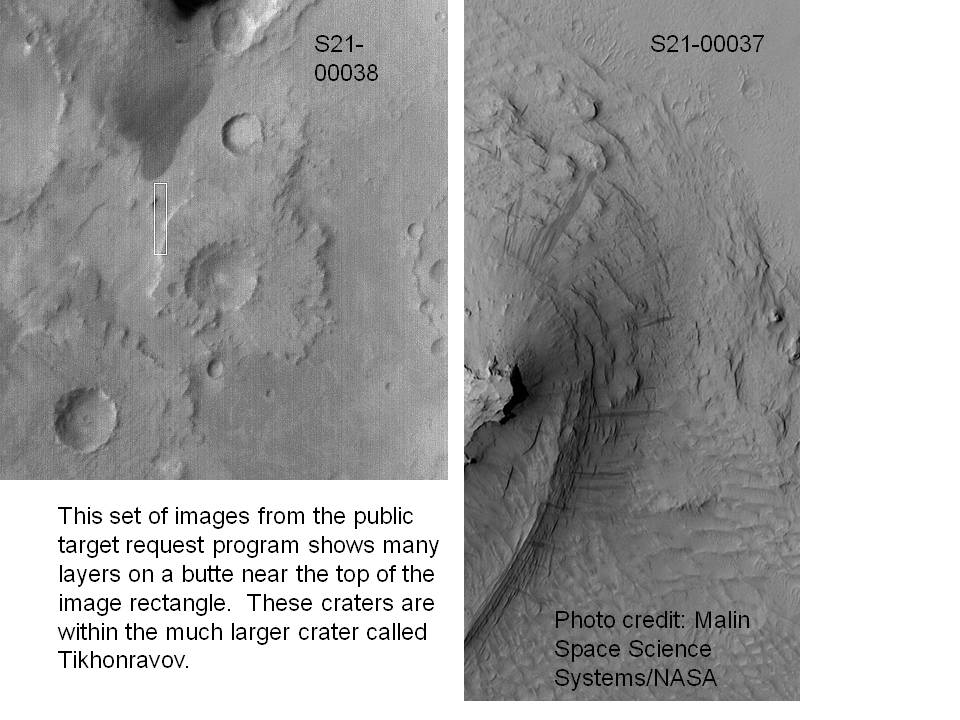
火星全球探勘者號拍攝的吉洪拉沃夫撞擊坑內部。內部地層可能是因為火山、風或者水的作用沉積形成的。左邊的數個撞擊坑是底座形撞擊坑。